# نقد و تصحیح متون
نقد و تصحیح متون: مراحل نسخه‌شناسی و شیوه‌های تصحیح نسخه‌های خطی فارسی کتابی از مایل هروی است که در سال ۱۳۶۹ منتشر و در مراسم کتاب سال جمهوری اسلامی ایران به‌عنوان کتاب برگزیده معرفی شد.